# Бојл (Мисисипи)
Бојл (енгл. Boyle) град је у америчкој савезној држави Мисисипи.

## Демографија
По попису из 2010. године број становника је 650, што је 70 (-9,7%) становника мање него 2000. године.
| Група             | 2000.       | 2010.       |
| Белци             | 380 (52,8%) | 307 (47,2%) |
| Афроамериканци    | 325 (45,1%) | 311 (47,8%) |
| Азијати           | 1 (0,1%)    | 0 (0,0%)    |
| Хиспаноамериканци | 10 (1,4%)   | 20 (3,1%)   |
| Укупно            | 720         | 650         |